# Ipswich Cardinals

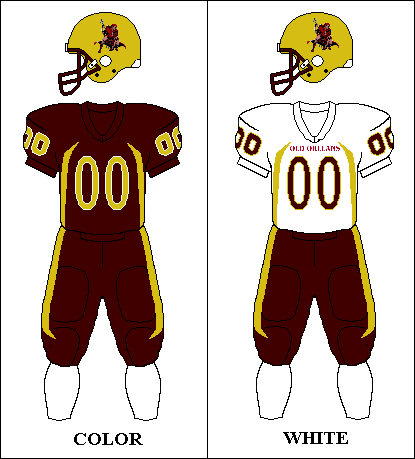

Die Ipswich Cardinals sind ein American-Football-Team aus der englischen Stadt Ipswich.

## Geschichte
Gegründet wurden die Cardinals im Januar 1986. Ab 1987 nahmen sie am Ligaspielbetrieb teil und spielten sich schnell auf die höchste Ligaebene hinauf. 1989 scheiterten sie im Finale der BNGL mit 9:18 an den Norwich Devils, doch bereits im Folgejahr triumphierten die Cardinals mit einem 34:22 über die Clydesdale Colts und errangen ihren ersten BNGL-Meistertitel. Hierbei ist anzumerken, dass der Spielbetrieb in Großbritannien zu dieser Zeit in diverse Ligen aufgeteilt war. Die Cardinals werden offiziell als Meister 1990 geführt, allerdings gibt es auch Listen, in denen die Manchester Spartans, die in der Konkurrenzliga NDMA spielten, als Meister geführt werden. Da aber die Cardinals Großbritannien 1991 in der EFL vertraten kann man sie wohl als Meister ansehen. Dort trafen sie im Achtelfinale auf den französischen Meister Aix-en-Provence Argonauts, diesem unterlagen die Cardinals mit 0:51. Nach dem Meistertitel begann ein sportlich wechselhaftes Jahrzehnt und erst 2002 konnten erneut die Play-offs um die britische Meisterschaft erreicht werden. Nach dem Abstieg aus der höchsten Liga im Jahr 2005 spielen die Cardinals heute in der zweiten Liga.